# نولان لاشيمبي
نولان لاشيمبي (الاسم العلمي:Nolana lachimbensis) هو نوع نباتي يتبع جنس النولان من فصيلة الباذنجانية.